# Кути (Ленинградская область)
Кути — деревня в Кисельнинском сельском поселении Волховского района Ленинградской области.

## История
Впервые упоминается в Писцовой книге Водской пятины 1500 года как деревня Вкути в Фёдоровском Песоцком погосте Ладожского уезда.
Деревня Кути упомянута на карте Санкт-Петербургской губернии Ф. Ф. Шуберта 1834 года.

КУТИ — деревня принадлежит князю Мещерскому, число жителей по ревизии: 64 м. п., 80 ж. п. (1838 год)

КУТА — деревня статской советницы Богдановой, по просёлочной дороге, число дворов — 26, число душ — 82 м. п. (1856 год)

КУТИ — деревня владельческая при колодцах, число дворов — 26, число жителей: 92 м. п., 105 ж. п.; Часовня православная . (1862 год)

Часовня, находившаяся в деревне, была освящена во имя Параскевы.
В 1870 году временнообязанные крестьяне деревни выкупили свои земельные наделы у Е. Ф. Нелидовой и стали собственниками земли.
В конце XIX века деревня административно относилась к Песоцкой волости 1-го стана Новоладожского уезда Санкт-Петербургской губернии, в начале XX века — 4-го стана.
По данным «Памятной книжки Санкт-Петербургской губернии» за 1905 год деревня называлась Куты и входила в Селивестровское сельское общество.
- Деревня Кути на карте 1915 года

Согласно военно-топографической карте Петроградской и Новгородской губерний издания 1915 года в деревне Кути находилась ветряная мельница.
С 1917 по 1923 год деревня Кути входила в состав Нурминского сельсовета Песоцкой волости Новоладожского уезда.
С 1923 года в составе Шумской волости Волховского уезда.
С февраля 1924 года в составе Чаплинского сельсовета, с июня 1924 года в составе Кисельнинского сельсовета.
С 1926 года вновь в составе Нурминского сельсовета. Согласно данным переписи населения СССР 1926 года в деревне Кути проживали 270 человек — все русские.
С 1927 года в составе Волховского района.
С 1928 года вновь в составе Чаплинского сельсовета. В 1928 году население деревни Кути также составляло 270 человек.
С 1930 года вновь в составе Кисельнинского сельсовета.
По административным данным 1933 года деревня называлась Кути и входила в состав Кисельницкого сельсовета Волховского района.
- План деревни Кути. 1941 год

Согласно топографической карте РККА 1941 года деревня насчитывала 39 дворов. На западной окраине деревни находилась ветряная мельница.
С 1954 года вновь в составе Чаплинского сельсовета.
В 1958 году население деревни Кути составляло 103 человека.
По данным 1966, 1973 и 1990 годов деревня Кути также входила в состав Чаплинского сельсовета.
В 1997 году в деревне Кути Кисельнинской волости проживали 5 человек, в 2002 году — 7 человек (все русские).
В 2007 году в деревне Кути Кисельнинского СП — 8 человек.

## География
Находится в западной части района на автодороге 41К-383 (подъезд к садоводству Пупышево), между федеральной автомагистралью Р21 (E 105) «Кола» (Санкт-Петербург — Петрозаводск — Мурманск) и железнодорожной станцией Пупышево.
Расстояние до административного центра поселения — 15 км.
Расстояние до железнодорожной станции Волховстрой I — 24 км.

## Демография
| 1862 | 2007 | 2010 | 2017 |
| ---- | ---- | ---- | ---- |
| 197  | ↘8   | ↘3   | ↗8   |

### Национальный состав
Согласно данным Всероссийской переписи населения 2021 года в деревне проживали 6 человек, все русские.